# 上海宾馆

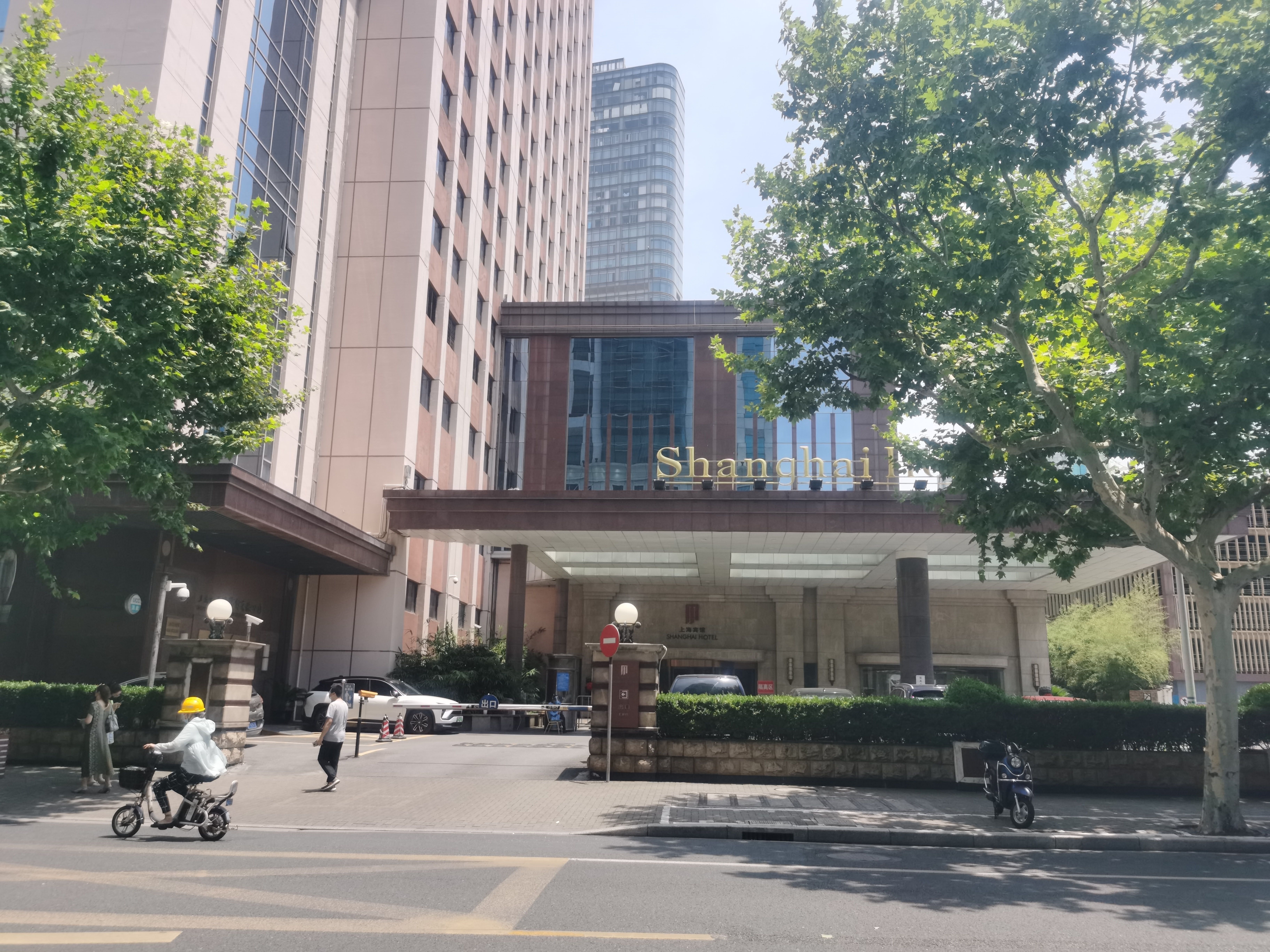
上海宾馆正门（2022年）

上海宾馆是上海戰役以来上海首次建造的負責接待國外遊客的宾馆，位於靜安區乌鲁木齐北路。上海宾馆由国家贷款、中国自行设计、采用国产材料建造。总建筑面积44555平方米，主楼地上26层、地下1层，建筑高度90.5米，由上海市民用建筑设计院设计。上海宾馆於1979年12月27日开工建设，1983年8月27日正式开业。建成之初該賓館是三星級賓館，主要接待各国客人、港澳台人士和海外華人等旅游团体。上海宾馆還有约3500平方米的綠地，於1983年10月建成。
上海宾馆开业初期隶属上海市旅游事业管理局，1984年划归华亭集团管理，1999年华亭集团整体并入锦江集团后归锦江集团管理。上海宾馆于2000年5月一度与一墙之隔的静安宾馆合并运营，2010年11月再度独立经营。